# Альколеа (Альмерія)
Альколеа (ісп. Alcolea) — муніципалітет в Іспанії, у складі автономної спільноти Андалусія, у провінції Альмерія. Населення — 902 особи (2010).
Муніципалітет розташований на відстані близько 390 км на південь від Мадрида, 45 км на захід від Альмерії.
На території муніципалітету розташовані такі населені пункти: (дані про населення за 2010 рік)
- Альколеа: 767 осіб
- Даррікаль: 77 осіб
- Лукайнена: 58 осіб

## Демографія
Динаміка населення (INE ):

## Галерея зображень

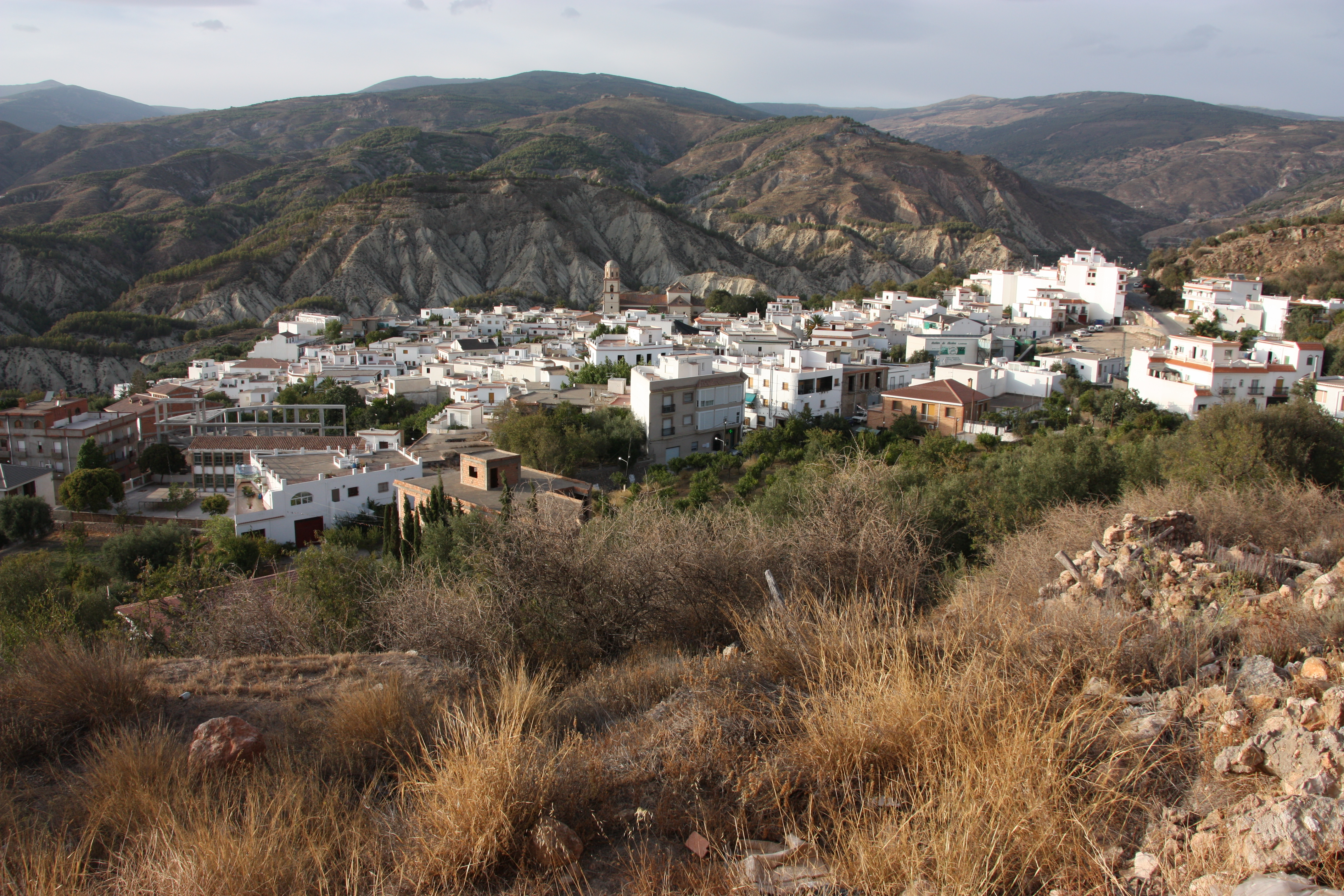
Альколеа
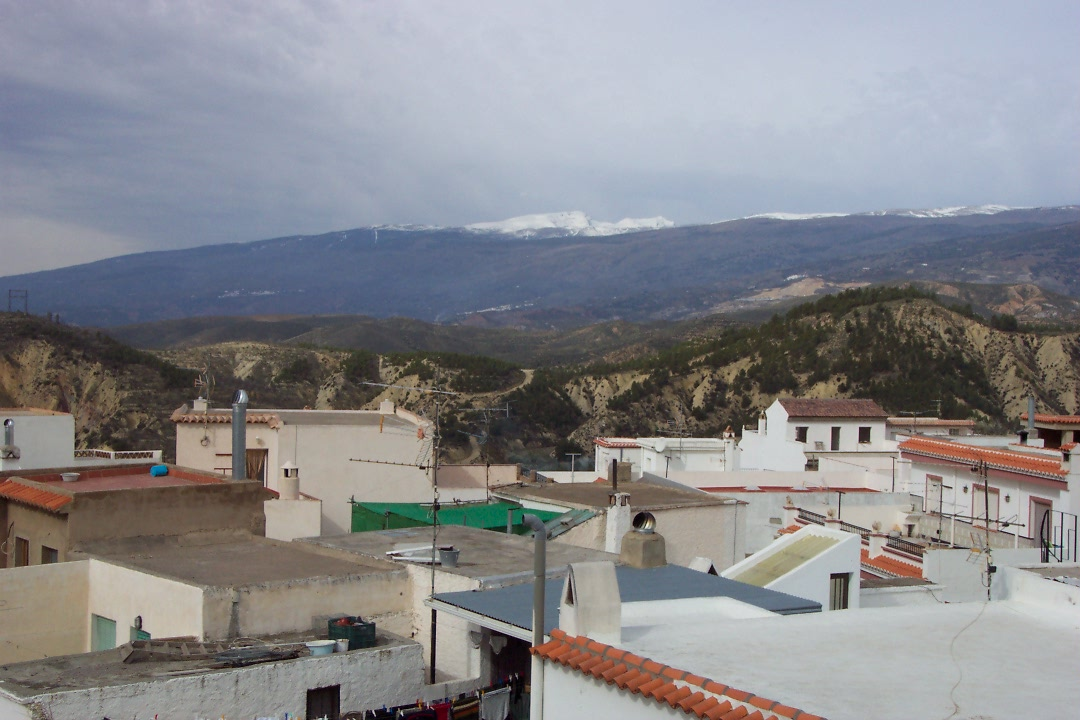
Альколеа, на задньому плані - Сьєрра-Невада
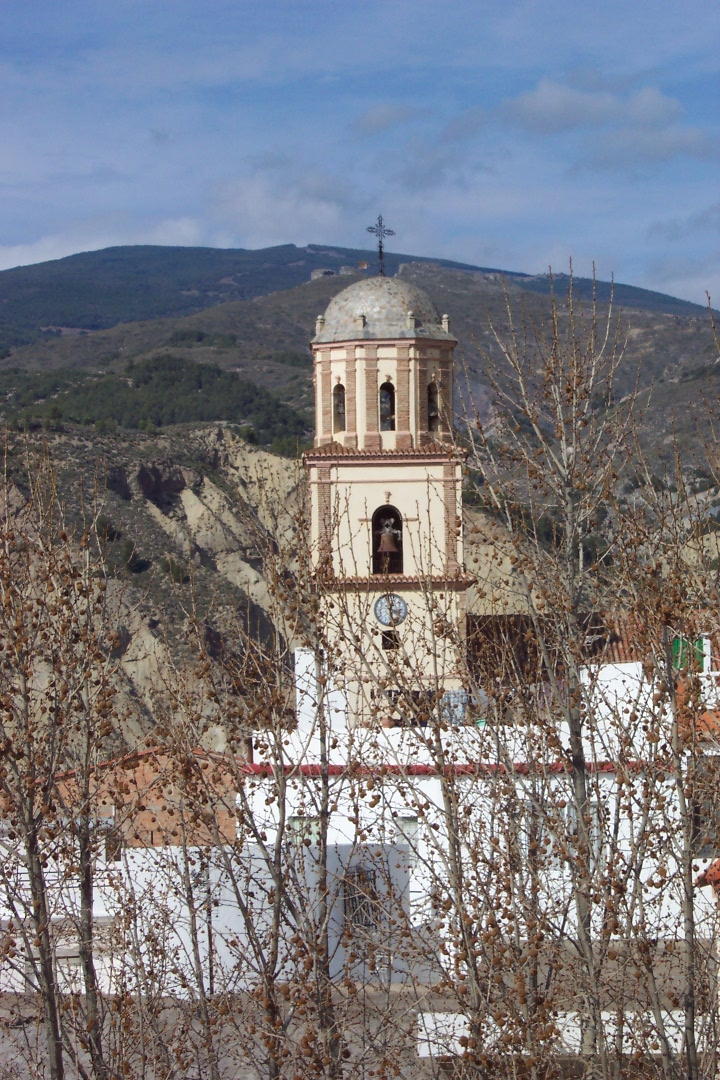
Дзвіниця церкви в Альколеа, XVI століття
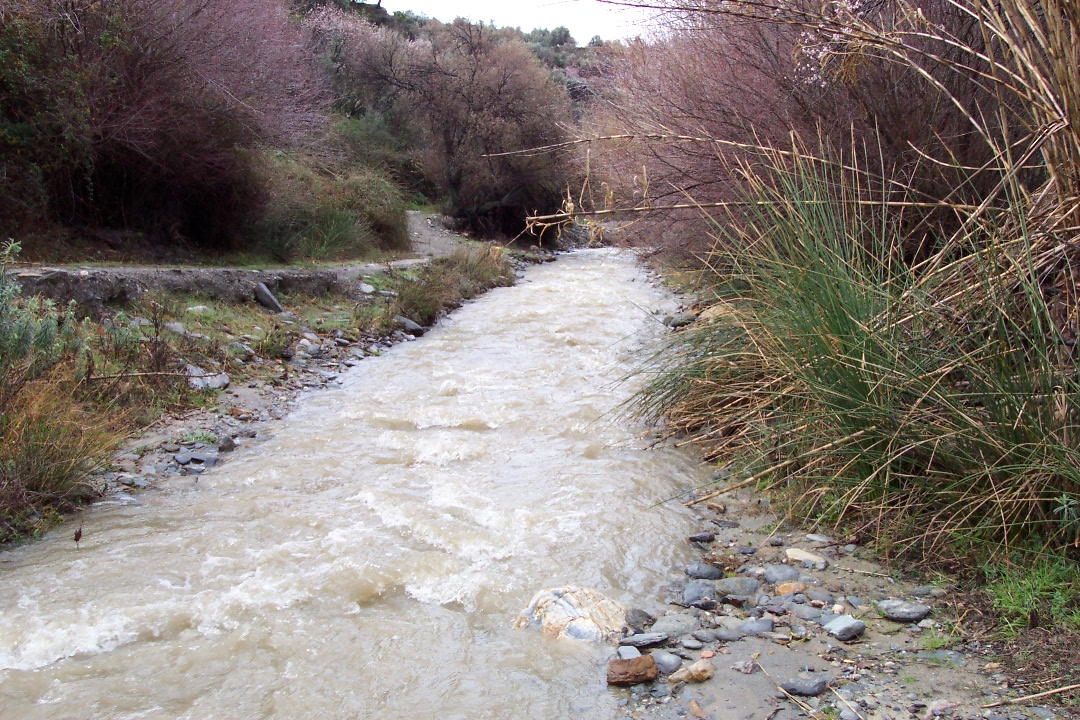
Річка Альколеа